# 수소폭탄
수소폭탄(水素爆彈, hydrogen bomb), 소위 수폭(水爆, H-bomb)이란 일반 핵폭탄을 기폭제로 이용해 수소 핵융합을 일으켜 폭발력을 증가시킨 핵폭탄을 말한다. 열핵폭탄(熱核爆彈, thermonuclear weapon) 또는 핵융합 폭탄(核融合爆彈)이라고도 한다.
수소 폭탄의 아버지인 에드워드 텔러(Edward Teller; 1908-2003)는 1952년 스타니스와프 울람(Stanisław Marcin Ulam; 1909-1984)과 함께 텔러-울람 설계 디자인의 다단계 열핵폭탄을 개발하였다. 이는 1단계 핵폭발의 에너지를 2단계 핵폭발의 에너지로 증폭시키는 방식이다. 현재는 3단계 핵폭탄인 W88 핵탄두가 실전배치되어 있다.
최초의 수폭실험은 1952년 미국의 습식이, 1953년 소련의 건식이 성공하였으며, 실제로 폭파가 이루어진 수소 폭탄 중 가장 강력한 것은 1961년 소련의 차르 봄바이다.

## 원리

### 모양과 배치

에드워드 텔러와 스타니스와프 울람이 설계한 수폭의 기본 원리를 담은 모형이다. 그 때의 설계가 지금도 표준적인 수폭의 기본 설계로 되어 있다. 우선, 도면의 상부의 핵분열 폭탄(원폭)을 폭발시켜, 그 고온 고압을 이용하여 도면의 하부의 수소 리튬 핵물질에 핵융합 반응을 일으킨다.

둥근 원통형이나 회전 타원체 형태의 탄각 내의 둥근 측이나 윗 초점에 핵분열 장치, 즉 원자 폭탄이 놓여진다. 원통 부분 또는 다른 초점에는 외층에 탬퍼로서 우라늄-238 ( {\displaystyle {\ce {^{238}_U}}} ), 중간층에 핵융합 물질로서의 중수소화 리튬 , 중심에 추가적인 핵분열 반응원으로서의 플루토늄-239( {\displaystyle {\ce {^{238}_Pu}}}) 3층의 물질이 배치된다. 탄각은 방사선의 반사재로서 기능시키기 위해 베릴륨 (Be), 우라늄, 텅스텐 (W) 등이 사용되며, 특히 이 부분에 {\displaystyle {\ce {^{238}_U}}}나 우라늄235 ( {\displaystyle {\ce {^{235}_U}}} )를 두껍게 사용한 것이 3F 폭탄 라고 불리는, 더욱 발생 에너지를 높인 수소폭탄이다. 핵융합 부분과 탄각 사이에는 폴리스티렌 등이 채워진다.

### 1단계: 원자폭탄의 기폭과 핵분열에 의한 방사
원자폭탄이 기폭되면 그 핵반응에 의해 방출된 강력한 X선과 감마선 , 중성자선이 직접 또는 탄각의 구면에 반사되어 다른 핵융합 부분에 조사된다. 조사된 X선은 핵융합 물질 주변의 스티렌 중합체 등을 순간적으로 플라즈마화시켜, 고온 고압이 되어 원통부의 중심에 위치하는 3층의 핵융합 장치를 압축한다. 우라늄 238이 촉진효과로 핵융합물질로서의 중수소화 리튬을 중심으로 압축한다. 중심부의 점화 플러그인 플루토늄 239도 압축되고, 239 Pu가 핵분열 반응을 개시함으로써 중심부에서도 중수소화 리튬을 압축한다.

### 2단계: 핵융합 반응 발생
초고온·초고밀도로 압축된 중수소화 리튬은 이후 로슨 조건을 만족시켜 핵융합 반응을 일으킨다. 또한, 핵융합에 의해 방출된 고속 중성자가 우라늄 합금제의 탬퍼에 도달하고, 추가의 핵분열 반응도 발생한다. 이러한 반응은 핵폭발을 일으킨다. 핵융합 장치를 다단화함으로써, 핵출력의 확대를 도모할 수 있다.

### 핵반응물질
핵융합 폭탄의 주요 에너지원이 되는 것은 중수소와 삼중수소이다. 중수소는 자연의 물속에 1/5000의 비율로 포함되어 있어 추출이 비교적 용이하며, 삼중수소의 원료가 되는 리튬도 입수가 용이하다. 수폭에서는, 우선 기폭약으로서의 원자폭탄에 의해 고온 고압의 환경을 만들고, 중성자에 의한 우라늄의 반응도 관여해, 중수소와 리튬의 혼합물의 핵융합을 이끄는 2단계의 방법을 취한다.
중수소와 함께 사용되는 리튬이 원자폭탄에서 발생하는 중성자에 의해 삼중수소로 핵종 변화하기 때문에, 중수소화 리튬을 사용한 수소폭탄에서는 삼중수소는 불필요하게 된다. 리튬의 원자핵에 중성자를 맞추면 헬륨-4( {\displaystyle {\ce {^4_HE}}} )와 삼중수소의 원자핵이 형성된다.

## "깨끗한" 수소 폭탄[3][4]
수소 융합 반응에서는 분열 생성물과 같은 다량의 방사능이 발생되지 않으므로 수소 폭탄은 비교적 깨끗하다고 할 수 있지만 , 핵분열 과정에서 나오는 방사능 낙진이 존재하기 때문에 군에서는 전체 에너지의 50% 미만이 핵분열 반응에서 나올 때 "깨끗한" 수소폭탄이라고 말한다.  수소 폭탄의 주위를 우라늄-238로 싼 초우라늄 폭탄(3F 폭탄)은 수폭의 융합반응에서 발생하는 고속 중성자에 의해 보통은 비분열성인 우라늄-238로 분열반응을 일으키게 함으로써 보다 큰 폭발력과 함께 다량의 방사능을 발생하는 '더러운 수폭'이다.
원폭을 기폭제로 사용하지 않는 순수수폭 , 이른바 '깨끗한 수폭'의 연구가 1952년부터 미국에서 행해졌지만, 1992년 미국은 순수수폭의 개발을 사실상 포기하고 연구 데이터를 공개했다. 이는 기폭에 원폭을 사용하지 않기 때문에 핵분열반응에 의한 방사성 낙진이 생성되지 않고 잔류방사능이 현격히 줄어든다는 구조이다. 단, 기폭시의 핵반응으로 α, β, γ 및 중성자선 등의 방사선 , 핵융합이나 그 불타는 나머지에서 생긴 수소 등의 방사성동위체는 적지 않게 방출된다. 2015년부터 미국 로렌스 리버모어 국립연구소에 있는 실험시설 ' 국립점화시설 '에서 레이저에 의한 핵융합이, 또 러시아의 핵연구시설 알자머스 16 에서는 자장에 의한 핵융합( Z-핀치 방식 )이 각각 연구되고 있다.

## 개발 양상
현재까지 공식적으로 수소폭탄의 폭발규모시험에 성공한 나라는 미국, 러시아(소련), 영국, 프랑스, 중국, 북한의 6개국으로 알려져있으며, 수소탄의 폭발 규모는 리히터 규모 6.1 이상에서 폭발력은 100kt 이상을 기준으로 하는 것으로 알려져있다.

### 미국

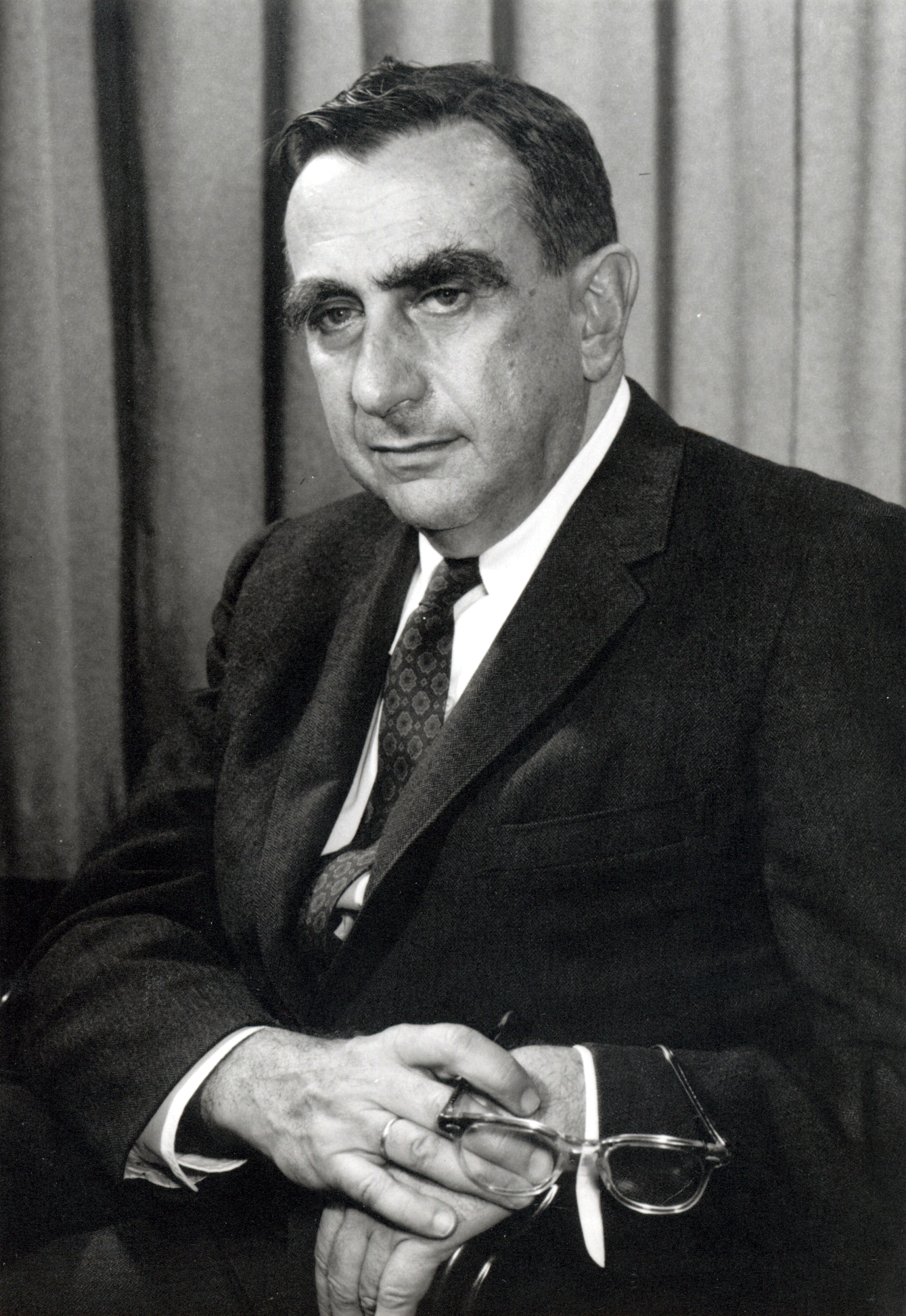
에드워드 텔러(1958)

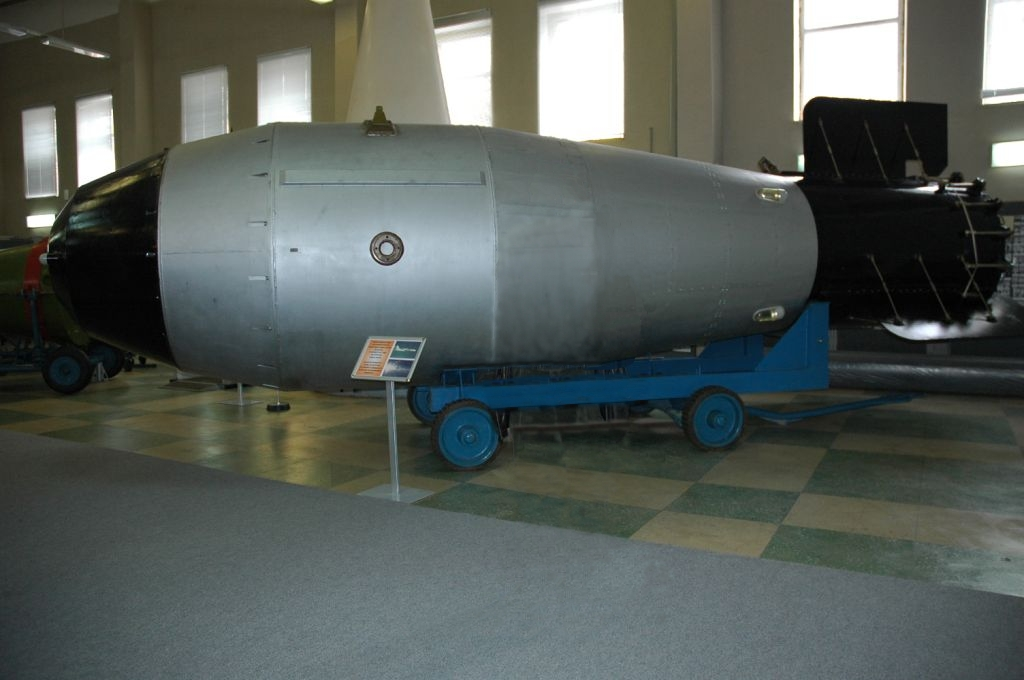
실기폭 테스트가 있던 폭탄중 가장 크고 강력한 차르 봄바

작은 규모의 핵분열 폭탄(원자폭탄)에 의해 점화되는 수소폭탄이라는 아이디어는 엔리코 페르미(Enrico Fermi; 1901-1954)가 1941년 9월에 그의 동료인 에드워드 텔러(Edward Teller; 1908-2003)에게 처음 제안하였다. 에드워드 텔러는 이후 1942년 브릭스 위원회(Briggs committee)에서 근무하면서 맨해튼 계획에 참가한다. 제2차 세계 대전 중, 로스 앨러모스 과학연구소의 이론물리학부문에 소속되어 핵분열을 이용하는 핵폭탄에서 핵융합을 이용하는 핵폭탄(수소폭탄)으로의 발전이 당연한 수순이라고 강력히 주장한다. 이후 맨해튼 프로젝트에도 함께 참여했던 폴란드 출신의 수학자 스태니슬로 울람(Stanisław Marcin Ulam; 1909-1984)으로부터 원자폭탄의 핵분열 에너지를 핵융합의 기폭제로 쓸 수 있다는 구상을 들은 텔러는 전쟁 후에 수소폭탄의 개발에 박차를 가하였다. 결국 이른바 ‘텔러-울람’ 설계를 바탕으로 한 최초의 수소폭탄 아이비 마이크(Ivy Mike)가 완성되었고, 1952년 서태평양 마셜제도의 에네웨타크 환초에서 폭발 실험이 이루어졌다.

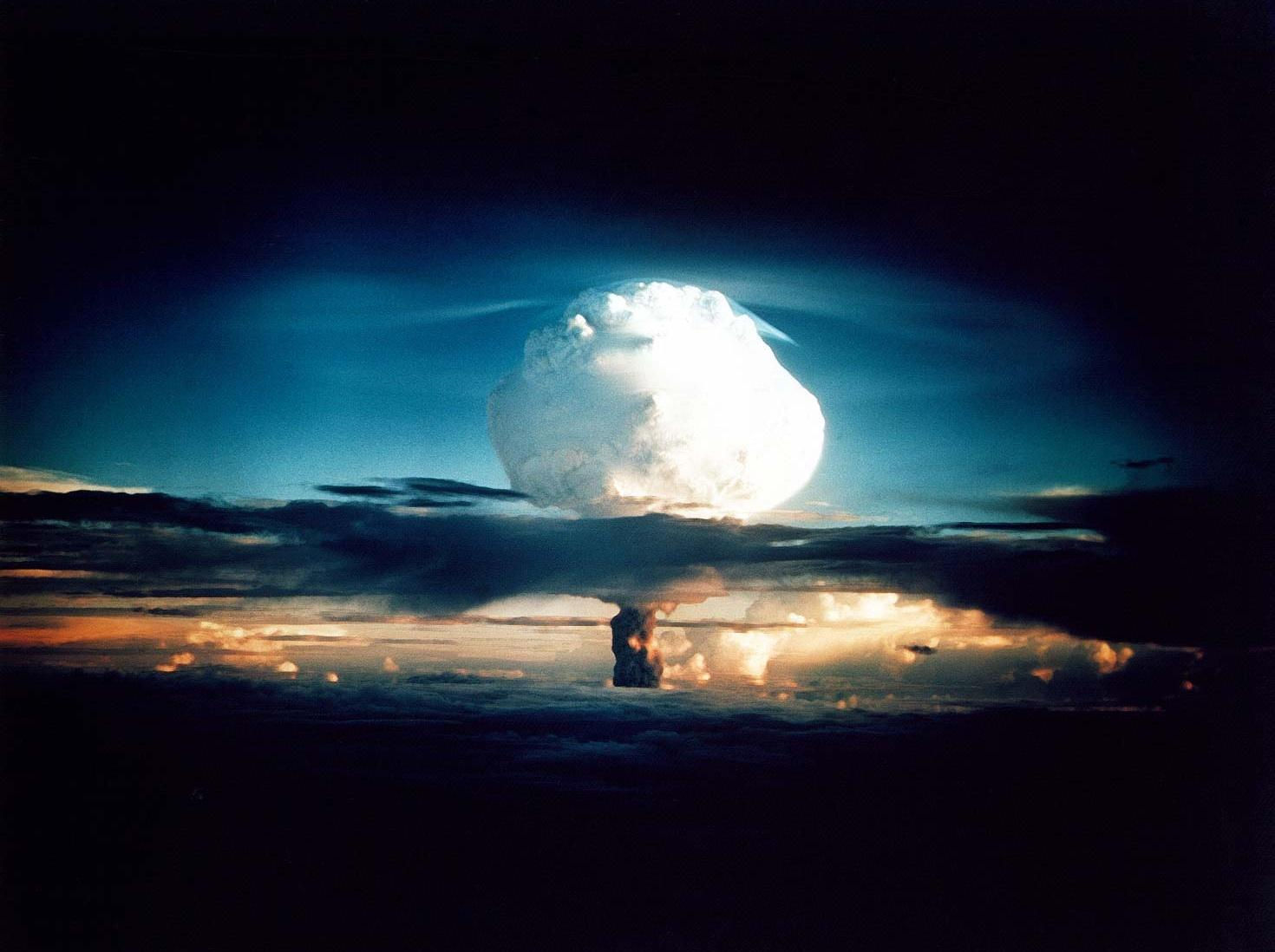
1952년 미국의 첫 수소 폭탄 아이비 마이크 실험

이후 이는 곧 대륙간 탄도 미사일과 잠수함 발사 탄도 미사일에 장착할 수 있는 소형 수소 폭탄의 개발로 옮겨 갔다. 1960년대까지 W47 탄두가 폴라리스 잠수함 발사 탄도 미사일에 배치되면서 메가톤급 탄두는 직경 18인치(0.46m), 무게 720파운드(330kg)로 작아졌고, 1970년대 중반에는 탄도 미사일에 10개 이상의 탄두를 장착할 수 있는 기술을 개발했다.

### 소련[9]
1949년에 안드레이 사하로프(Андре́й Са́харов; 1921-1989)와 비탈리 긴즈부르크(Вита́лий Ги́нзбург; 1916-2009)가 미국의 '텔러-울람' 설계와는 다른 구성의 '슬로이카'라는 소련 최초의 핵융합 설계를 개발하였고, 이는 핵분열성 물질과 삼중수소가 첨가된 중수소화 리튬 핵융합 연료를 번갈아 연료로 사용하였다. 이후 1953년에 사하로프와 야코프 젤도비치(Я́ков Зельдо́вич; 1914-1987)에 의해 핵분열 폭탄의 X선을 사용하여 핵융합 전에 2차 폭탄을 압축하는 기술이 개발되고, 텔러 울람 설계가 소련에도 알려지게 되며 2단계 수소 폭탄 개발이 완료되었다. 이는 1955년 11월에 1.6Mt(6.7PJ) 규모의 수소 폭탄인 "RDS-37" 발사 시험이 성공하면서 알려지게 되었다.
추가로 소련은 1961년 10월 50Mt(210PJ) 규모의 수소 폭탄인, 그것도 에너지의 약 97%를 핵융합 반응에서 끌어낸 차르 봄바를 터뜨리며 전 세계에서 가장 큰 핵무기를 개발하고 테스트한 국가가 되었다.

### 프랑스

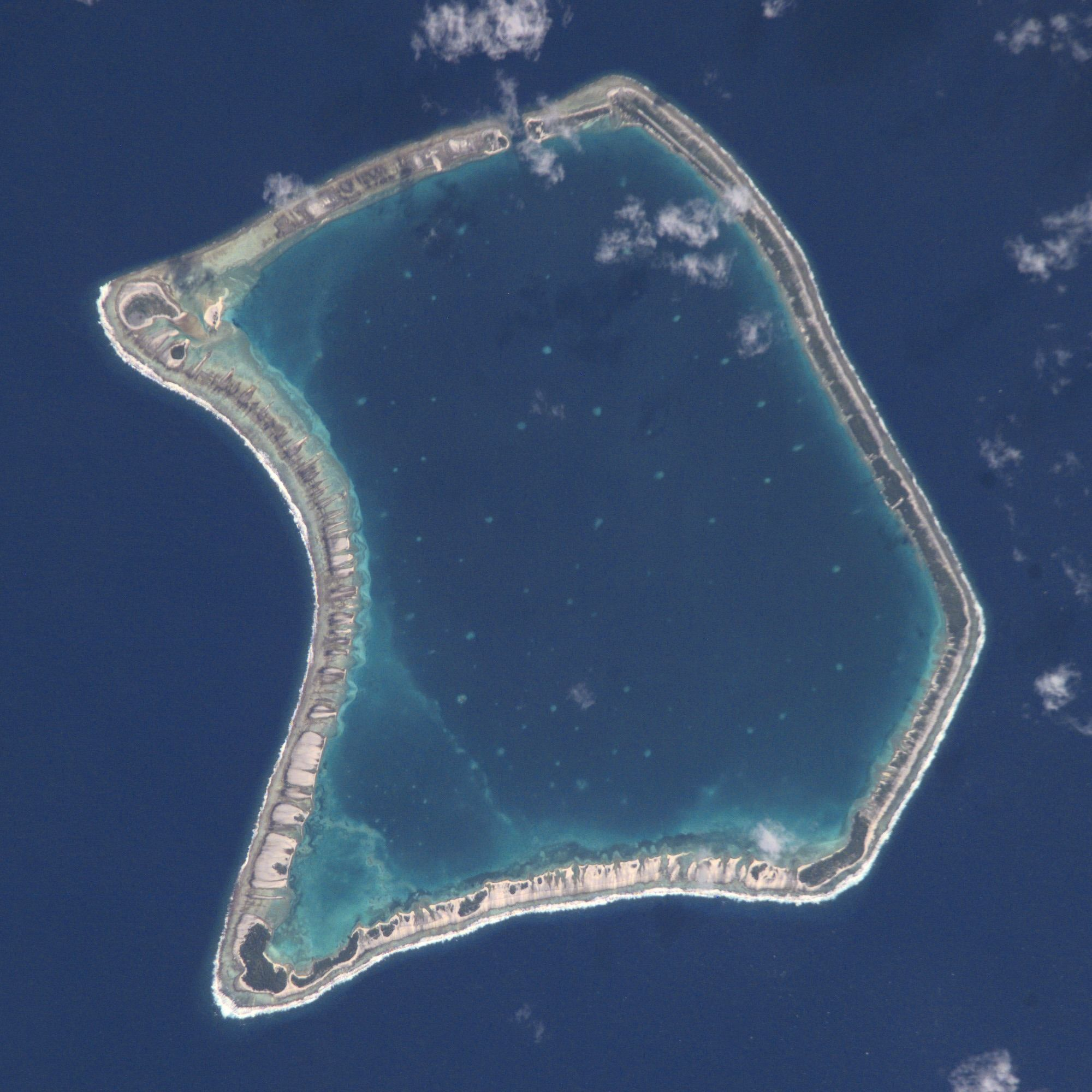
프랑스령 폴리네시아의 Fangataufa 환초

프랑스는 1968년부터 태평양의 사람이 살지 않는 프랑스령 환초에서 수소 폭탄 실험을 진행하였다. 첫번째 실험은 1968년 8월 24일 프랑스령 폴리네시아의 Fangataufa 환초에서 진행된 "카노푸스"실험으로, 프랑스 최초의 2단계 수소폭탄 실험이었다. 이는 520m(1,710ft)상공의 풍선에서 폭발했으며, 실험 결과 상당한 대기 오염을 불러일으켰다.
프랑스가 카노푸스 실험에서 2.6Mt(11PJ) 규모의 폭발을 일으켰다는 사실 외에는 프랑스의 텔러-울람 구조의 수소폭탄 개발에 대해 알려진 것이 거의 없다. 프랑스는 텔러-울람 구조 수소 폭탄의 초기 개발에 큰 어려움을 겪었지만 극복했으며, 결국 다른 주요 핵 강국과 동등한 수준의 핵무기를 보유하고 있는 것으로 알려져 있다.

### 북한
북한은 2016년 1월 6일에 소형 수소폭탄을 시험했다고 주장하였으나, 북한의 첫 세번의 핵 실험(2006, 2009, 2013)은 다른 국가의 경우에 비해 상대적으로 적은 성과를 거뒀고, 수소폭탄에 관련된 실험으로 보지 않았다. 2013년 대한민국 국방부는 북한이 수소폭탄을 개발하려고 시도하고 있을 수 있으며, 시도할 수 있다고 추측했지만, 2016년 1월 실험 당시 규모 5.1의 지진만 감지되었고, 이는 2013년 6~9kt(25~38J) 규모의 원자폭탄 실험과 비슷한 규모였기 때문에 위 실험이 핵융합 실험이 아님을 암시한다.
2017년 9월 3일, 북한 언론은 수소폭탄 실험에서 "완벽한 성공"을 거두었다고 보도했고, 실제로 미국 지질조사국(USGS)에 따르면 당시 실험에 의한 폭발로 규모 6.3의 지진이 발생했으며 이는 북한이 이전에 실시한 핵실험보다 10배나 강력했기 때문에 이후 미국 정보공동체에서는 추정 규모를 300kt을 초과할 수도 있다는 내용의 분석을 발표했다.

## 같이 보기
- 핵무기 설계
- W88 핵탄두
- 증폭형 핵분열탄
- 아이비 마이크
- 나트륨 수소 폭탄

## 참고 문헌
- Rhodes, Richard. The Making of the Atomic Bomb. Simon and Schuster, New York, (1986 ISBN 0-684-81378-5)
- Rhodes, Richard. Dark Sun: The Making of the Hydrogen Bomb. Simon and Schuster, New York, (1995 ISBN 0-684-82414-0)
- Grace, S. Charles, Nuclear Weapons: Principles, Effects and Survivability (Land Warfare: Brassey's New Battlefield Weapons Systems and Technology, vol 10)
- Cohen, Sam, The Truth About the Neutron Bomb: The Inventor of the Bomb Speaks Out, William Morrow & Co., 1983